# داف اکس‌اف
داف اکس‌اف (انگلیسی: DAF XF) مجموعه ای از تریلی‌های تولید شده از سال ۱۹۹۷ توسط شرکت داف است. داف مدل اکس‌اف ۱۰۵ (XF 105) برنده جایزه بین‌المللی کامیون سال ۲۰۰۷ شد. این کامیون دارای موتور ۱۰٫۸ یا ۱۲٫۹ لیتری (PACCAR MX ۱۱ یا ۱۳) و گیربکس زداف AS Tronic یا زداف Traxon در دو شکل دستی و اتوماتیک است.

## داف اکس‌جی
با شروع نسل ۲۰۲۱، انواع کابین بزرگتر اکس‌اف، XG و XG+ نام دارند.

## استفاده نظامی
نیروی زمینی کانادا از کشنده اکس‌اف۹۵ تروپکو (XF95 Tropco) جهت سکوی حمل و نقل تانک خود استفاده می‌کند که از ارتش هلند اجاره شده است.

## نگارخانه

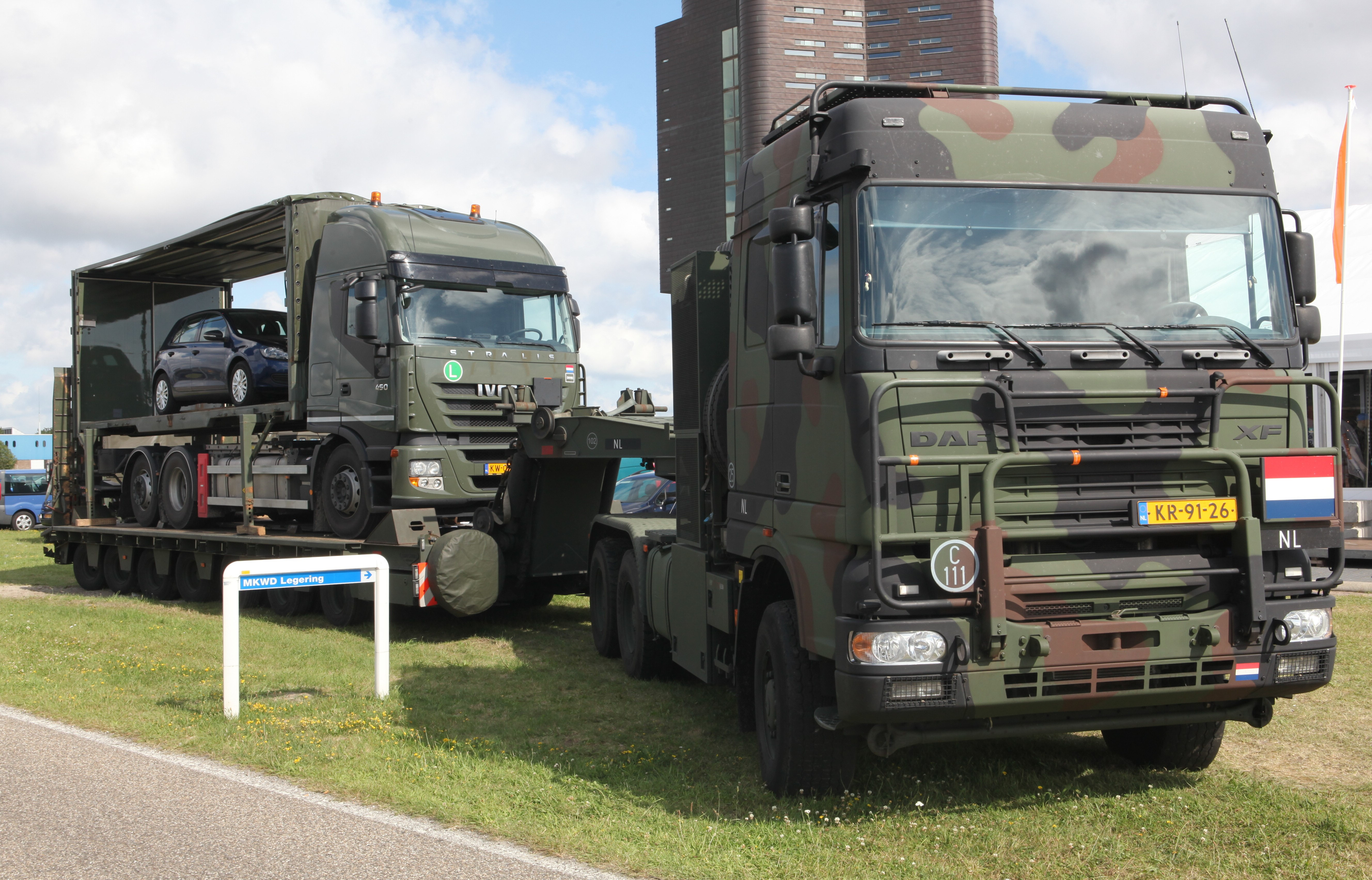
DAF XF95 Tropco
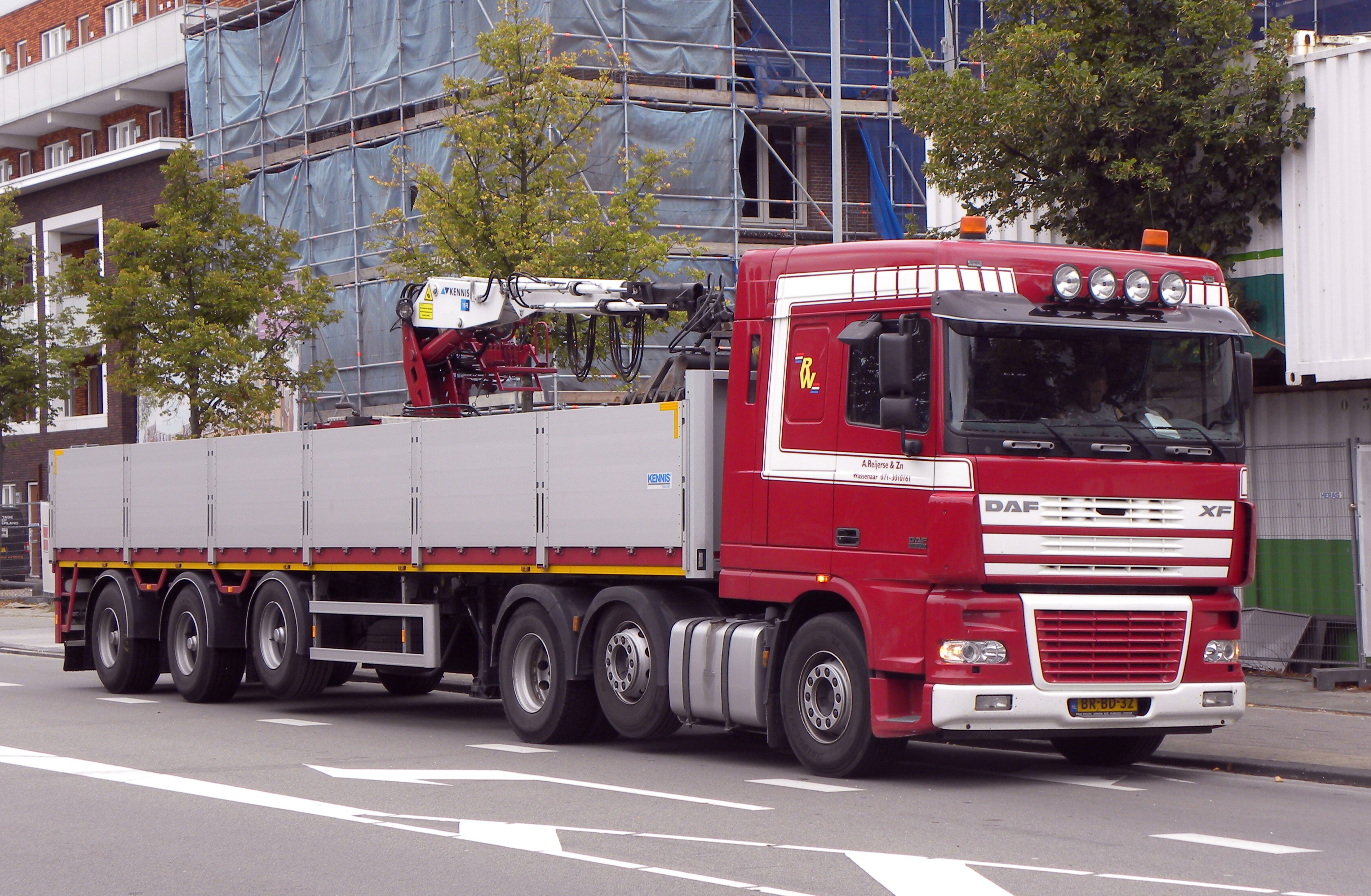
فضای DAF XF
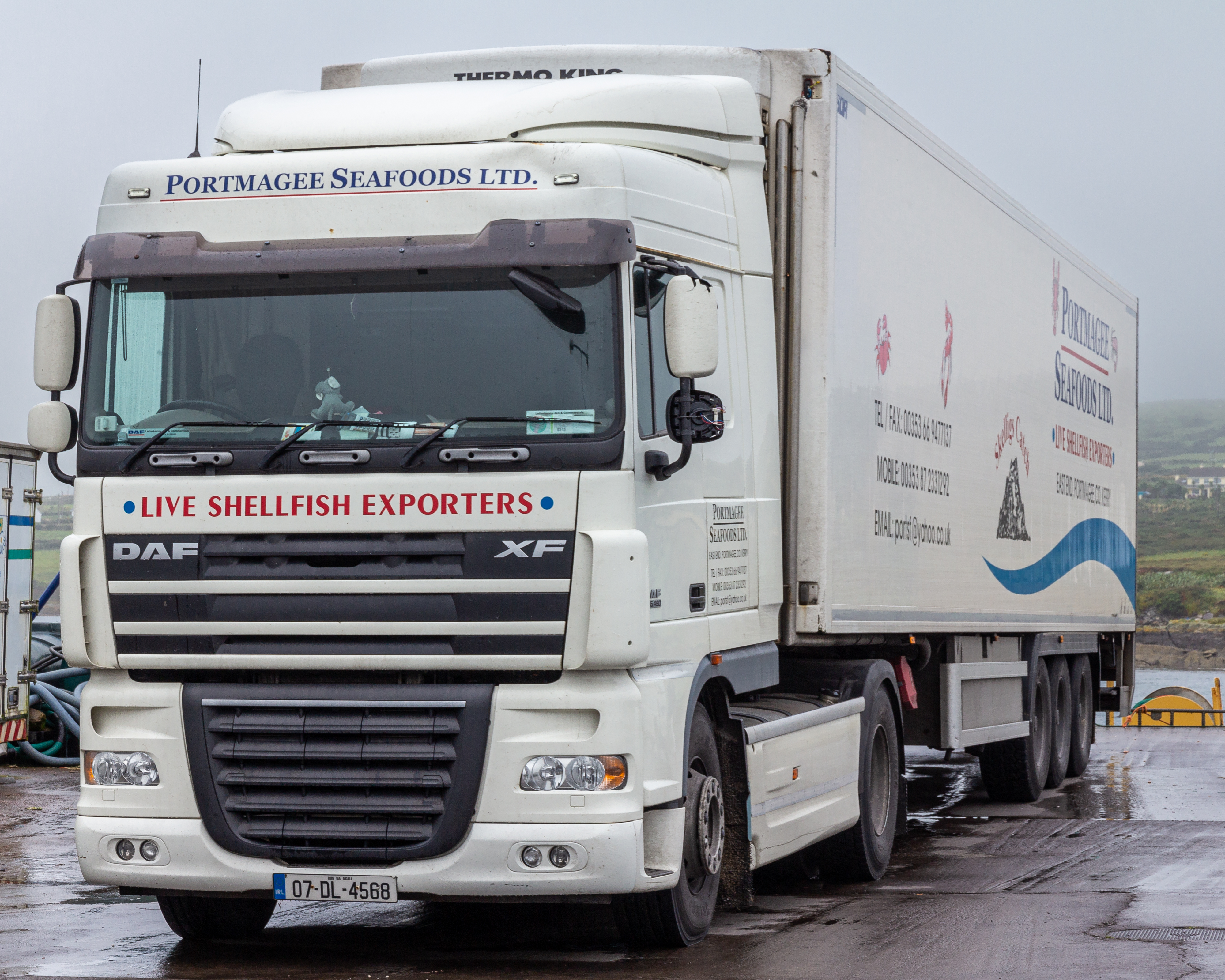
DAF XF 105.460 در ایرلند
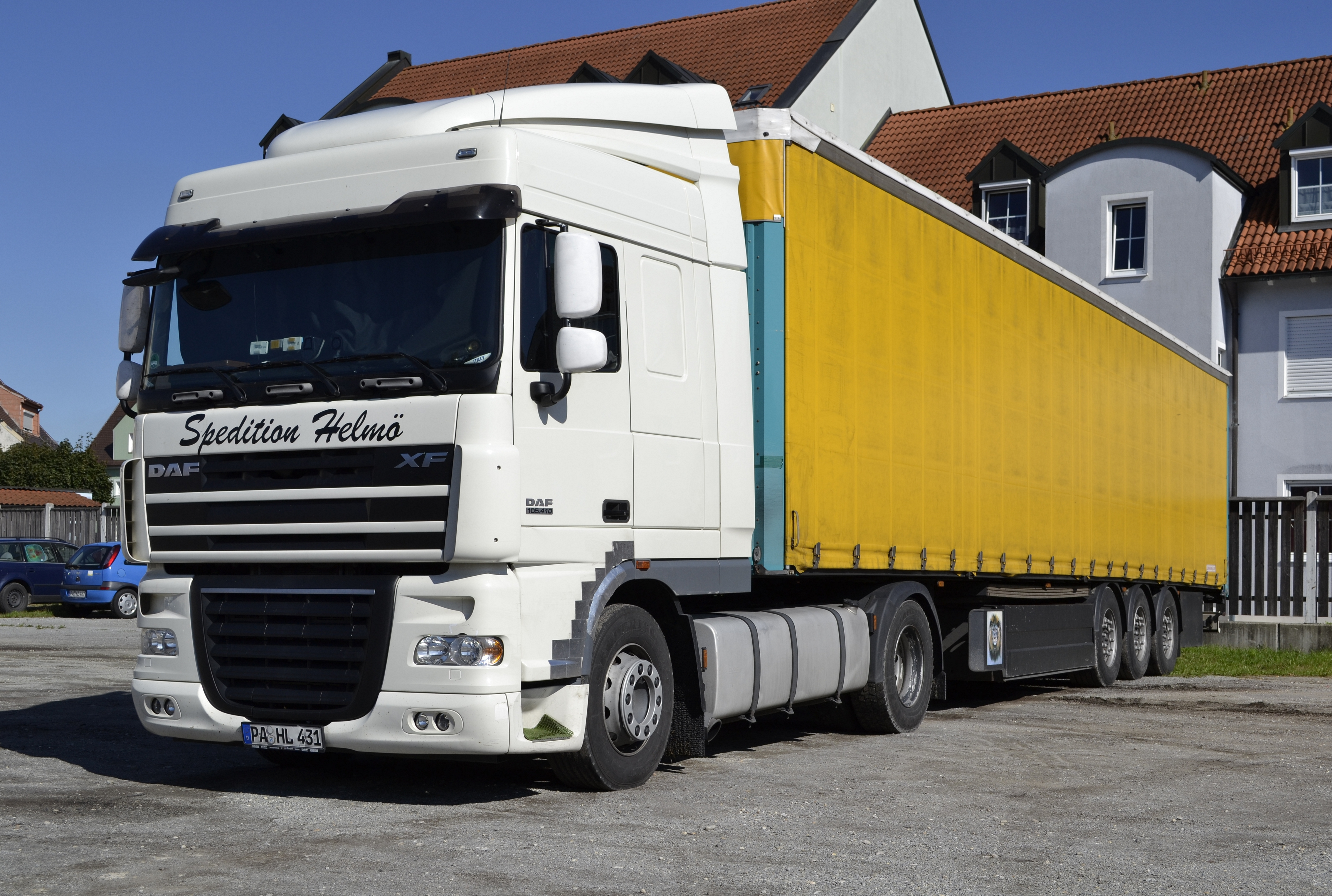
DAF XF
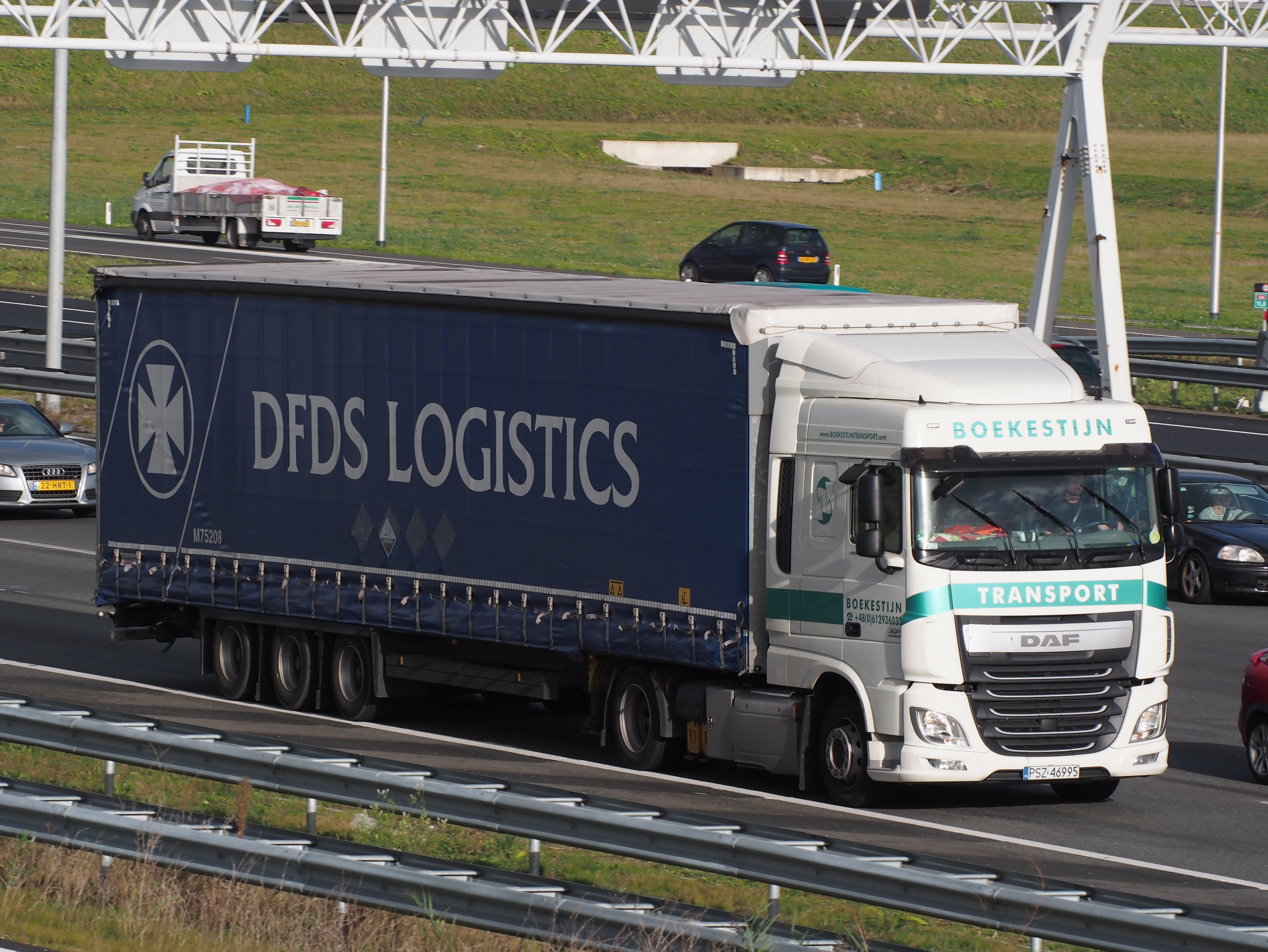
کامیون DAF XF یورو ۶
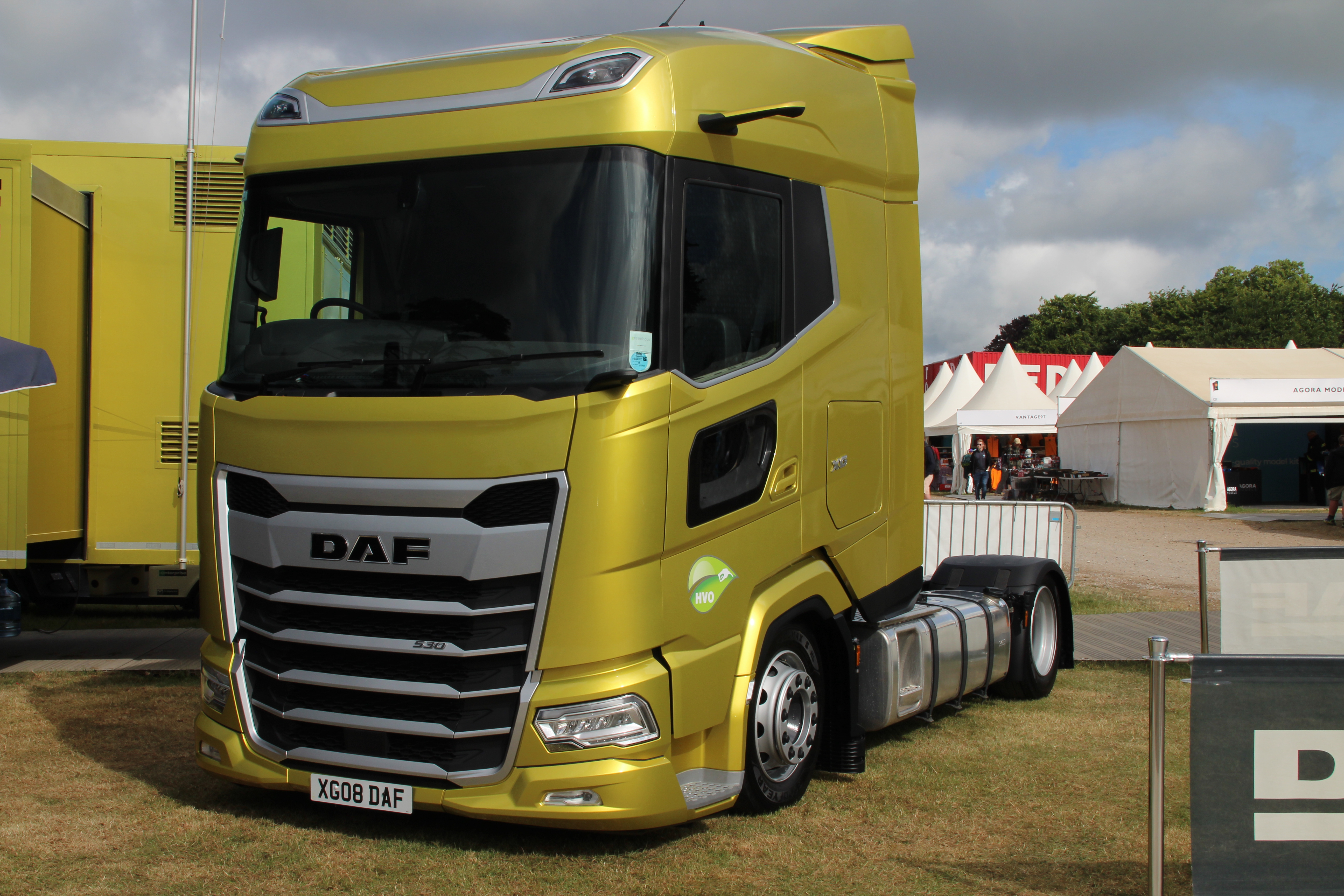
DAF XG 530 (Lowdeck برای تریلرهای "Megaliner")